# Gundo Vogt
Gundo Seiersfred Vogt (født 3. juni 1852 i København, død 23. januar 1939 på Selchausdal) var en dansk billedhugger og godsejer, bror til H.C. Vogt.
Han var søn af billedhugger Adelgunde Vogt og etatsråd Frederik Siegfried Vogt (1777-1855). Gundo Vogt begyndte ligesom moderen som billedhugger og udstillede 1873-74 og 1879 på Charlottenborg Forårsudstilling. Vogts speciale var dyrefremstillinger, udført i bløde materialer som voks eller kallipasta. Han demonstrerede en frodig billedskabende fantasi i et billedskærerarbejde fra herregården Selchausdal. Møblementen består foruden skab, skabssofa og standur består en husaltertavle, 2 engle og et Kristusbillede. Han har her blandet motiver fra den nordiske mytologi med både gammel- og nytestamentlige scener og fremstillinger af helgener og munke.
Vogt ejede herregården Bjernedegård 1876-86 og fra 1914 Selchausdal, som han sammen med den tilhørende formue testamenterede til velgørende formål.
Han var ugift og er begravet på Sæby Kirkegård, Løve Herred.

## Værker
- En tyr (voks, udstillet 1873)
- To kæmpende hjorte (voks, udstillet 1874)
- En liggende kalv (kallipasta, udstillet 1874)
- En liggende ko (voks, udstillet 1879)
- Adelgunde Vogt (medaljebuste)
- Udskåret møblement med tilhørende husaltertavle (1903-14, Gl. Estrup)